# Beethoven 5: el perro buscatesoros
Beethoven 5: el perro buscatesoros (originalmente en inglés: Beethoven's 5th) es una película estadounidense estrenada en 2003, cuyo director es Mark Griffiths.

## Argumento
Cuando Sara lleva a Beethoven a pasar las vacaciones de verano con el alocado Tío Freddie en un viejo pueblo minero, el travieso canino desentierra la pista perdida de una legendaria fortuna escondida. Ahora todos quieren ser el mejor amigo del perro, mientras su descubrimiento desencadena una frenética búsqueda del tesoro entre los disparatados habitantes del pueblo. Pero el resultado de la aventura es más de lo que esperaban, cuando se encuentran con los fantasmas que protegen el secreto mejor guardado del pueblo.
- Datos: Q814142